# Seznam slovenskih konjenikov
Seznam slovenskih konjenikov. (športnih jahačev)

## Č
- Matjaž Čik

## H
- Tea Hlastec

## M
- Dušan Mavec

## S
- Vladimir Seunig

## Š
- Uroš Štraus